# Melchior Leydecker
Melchior Leydecker (né le 21 mars 1642 à Middelbourg, mort le 6 janvier 1721 à Utrecht) est un théologien protestant néerlandais.

## Biographie
Leydecker était le fils du marchand Joachim Leydekker et de son épouse Geertruid Manteau. Comme son frère Jacob (1656-1729), il est destiné à devenir théologien dès son plus jeune âge. Après ses études de base, il étudie les sciences théologiques à l'université d'Utrecht en 1657. Johannes Hoornbeek, Gisbertus Voetius et Carolus de Maets sont ses professeurs formateurs, qui lui donnent sans doute la dogmatique théologique didactique du calvinisme orthodoxe de la Nadere Reformatie. Il poursuit ses études en 1660 avec Johannes Cocceius à l'université de Leyde. Après ses études théologiques, il devient prédicateur à Renesse et à l'église Saint-Corneille de Noordwelle en 1662.
Le 4 juillet 1675, il obtient son doctorat en théologie de l'université de Leyde avec la Disputation de Providentia Dei. Le 21 janvier 1678, il est nommé professeur de théologie à l'université d'Utrecht, fonction qu'il prend le 23 avril 1678 avec le discours Oratio de sectanda veritate in amore. Leydecker, à qui l'on offrit une chaire de théologie à l'université de Groningue en 1689, y renonce en 1690. Il participe également aux tâches d'organisation de l'académie d'Utrecht et est recteur de l'alma mater en 1684-1685 et 1715-1716. En 1716, il est dispensé de lire à haute voix à Utrecht en raison de son âge. Il apparaît aussi comme poète.
Son mariage avec Petronella van Egeren le 24 septembre 1693 ne donne pas d'enfant.

## Œuvre
Leydecker se base théologiquement sur les fondements de son professeur Voetius et devient un représentant tardif de l'orthodoxie réformée calviniste de la Nadere Reformatie. À ce titre, il polémique contre d’autres mouvements spirituels, comme le cartésianisme. Il prend même des mesures contre son collègue Hermann Witsius (1636-1708), qui tente de se rapprocher du point de vue théologique de l'orthodoxie luthérienne sur le baptême.
Bien qu'il soutient secrètement une fusion avec l'Église luthérienne, il ne peut pas la tolérer sur toutes les questions en raison de ses convictions calvinistes. La plupart de ses nombreux écrits polémiques sont dirigés contre la théologie fédérale des disciples de son ancien professeur Cocceius. Leydecker ne peut pas réfuter complètement l’histoire du salut sous le système fédéral.
Il rédige donc un projet œcuménique qui organise toute l'activité de Dieu dans le monde selon le schéma trinitaire du monde (De oeconomia trium personarum in negotio salutis humanae, Utrecht 1682). En outre, un écrit publié dans ce contexte est important : Synopsis controversiarum de foedere et testamento Die (Utrecht 1690). Son œuvre principale est Commentarus in Catechi. Heidelbergensis sive der veritate et sanctitate fidei Reformatae (Utrecht 1694). Après Leydecker, les forces des Lumières néerlandaises deviennent nettement plus importantes. Il est l'un des derniers représentants d’une revendication protestante réformée orthodoxe qui ne réussit pas à s’imposer socialement au cours de l’histoire.
L'ensemble de ces ouvrages traitant de religion, notamment Opera omnia le 11 juillet 1684 et le 10 mai 1757 et Medulla Theologica concinnata ex scriptis Gisberti Voetii, Joh. Hoornbeeck, Andr. Essenii, publié en 1683, le 3 avril 1685, sont mis à l’Index librorum prohibitorum.